# Centrepointe Theatre
Das Centrepointe Theatre, auch Meridian Theatres @ Centrepointe genannt, ist ein Veranstaltungsgebäude in Ottawa, Ontario, Kanada. Es wurde 1988 eröffnet und befindet sich in Besitz der Stadt Ottawa. Das Theater besteht aus einer großen Hauptbühne (954 Sitzplätze) sowie dem kleineren Les Lye Studio (max. 234 Sitzplätze), das nach dem Schauspieler Les Lye benannt ist. Belegschaft und Organisation des Hauses bestehen sowohl aus einem professionellen Management als auch aus über 200 freiwilligen Helfern.
Zu den zahlreichen Künstlern, die in diesem Theater aufgetreten sind, zählen Peter Ustinov, Christopher Plummer, Liona Boyd, Sarah McLachlan, Matthew Good und Russell Peters.